# Erich Grün
Erich Adolf Grün (* 20. Dezember 1915 in Pyschminskoje; † 30. August 2009 in Hannover) war ein deutscher Maler und Grafiker.

## Leben
Grün wurde 1915 in einem Internierungslager in Pyschminskoje geboren, wohin seine Eltern von Sankt Petersburg nach Ausbruch des Ersten Weltkriegs wegen Deutschstämmigkeit des Vaters deportiert wurden. Seine Mutter war Russin. Er hatte drei Geschwister. 1917 gelang der Familie die Flucht und 1918 über Dorpat die Übersiedelung nach Berlin, wo sich die Eltern trennten. Die Mutter kehrte zurück nach Sankt Petersburg.
Grün blieb mit seinem Vater in Berlin, wo er seine erste künstlerische Ausbildung an der Schule Reimann bei Moriz Melzer begann. Diese musste er 1933 nach der Machtergreifung der Nationalsozialisten jedoch nach zwei Semestern abbrechen, da Schule und Schüler wegen der jüdischen Herkunft des Direktors Albert Reimann zunehmend von der SA drangsaliert wurden und ein Unterricht kaum noch möglich war. Er machte eine Ausbildung bei der Polizei und bei der Luftwaffe.
Im Zweiten Weltkrieg geriet Grün als Fallschirmjäger in britische Kriegsgefangenschaft und verbrachte die Zeit bis 1947 in einem Kriegsgefangenenlager auf Malta. Dort wurde schnell sein künstlerisches Talent erkannt, so dass er von den Engländern Aufträge für Porträt- und Wandgemälde erhielt. Das hierbei verdiente Geld nutzte er zur Flucht in einem Motorschlauchboot nach Sizilien. Auf dem Landweg gelangte er über die Alpen wieder nach Deutschland und kam in Barsinghausen bei Hannover unter.
Von 1948 bis 1951 setzte Grün sein künstlerisches Studium an der Werkkunstschule in Hannover mit Schwerpunkt auf Buchgrafik und Malerei unter anderem bei Erich Rhein fort. Von 1957 bis 1981 war Grün Kunsterzieher an der Bismarckschule in Hannover und hatte zusätzlich einen Lehrauftrag an der Werkkunstschule von 1961 bis 1971.
Grün war Gast der Akademie von Athen und der Sommerakademie in Delphi sowie Mitglied im BBK Hannover und ab 1991 Mitglied der finnischen Kalevala-Gesellschaft. Seinen gesamten künstlerischen Nachlass vermachte er dem Evangelisch-lutherischen Stadtkirchenverband Hannover.
Grün war in zweiter Ehe verheiratet mit Oda Keitel, Tochter von Bodewin Keitel und Nichte Wilhelm Keitels. Seine erste Ehefrau (Heirat 1939) und die drei Kinder waren 1944 bei einem Luftangriff auf Cottbus getötet worden.

## Ehrungen
- 1954: Reisestipendium der Fa. Bahlsen
- 1955: Preis der Hannoverschen Presse